# Bulldogs FA
Bulldogs FA é uma equipe de futebol americano, da cidade de Venâncio Aires, no Rio Grande do Sul. 

## História
A equipe foi fundada em 2004 com o nome de Santa Cruz do Sul Bulldogs. Em 2007 se fundiu ao Santa Cruz do Sul Hurricanes para formar o Santa Cruz do Sul Chacais. Porém em 13 de outubro de 2015, jogadores dos Chacais decidiram sair do time e refundar o Bulldogs.

Atualmente, a equipe disputa o Campeonato Gaúcho de Futebol Americano 2018
No dia 28 de agosto de 2016, a equipe conquistou a primeira vitória, em um jogo amistoso contra o Carlos Barbosa Ximangos. No mesmo ano, em 25 de setembro, a equipe conquistou também sua primeira vitória em competições oficiais..